# قرار مجلس الأمن التابع للأمم المتحدة رقم 1610
قرار مجلس الأمن التابع للأمم المتحدة 1610، المتخذ بالإجماع في 30 حزيران / يونيه 2005، بعد الإشارة إلى جميع القرارات السابقة بشأن الحالة في سيراليون، مدد المجلس ولاية بعثة الأمم المتحدة في سيراليون لستة أشهر أخيرة حتى 31 كانون الأول / ديسمبر 2005.

## القرار

### أعمال
بموجب الفصل السابع من ميثاق الأمم المتحدة، ومدد المجلس ولاية بعثة الأمم المتحدة في سيراليون حتى نهاية عام 2005. وطُلب من الأمين العام الانتهاء من الترتيبات الخاصة بوجود منظومة الأمم المتحدة في سيراليون، وحث على الانتقال السلس حيث تتولى قوات الأمن السيراليونية المسؤولية بعد انسحاب البعثة.
وفي غضون ذلك، طُلب من حكومة سيراليون تطوير قوة شرطة وقوات مسلحة وسلطة قضائية ونظام عقوبات فعالة ومستدامة. كما طالب المجلس عمليات الأمم المتحدة لحفظ السلام في المنطقة بتعزيز التعاون.

## روابط خارجية
- نص القرار في undocs.org